# Oeneis chione
Oeneis chione är en fjärilsart som beskrevs av Jules Leon Austaut 1911. Oeneis chione ingår i släktet Oeneis och familjen praktfjärilar. Inga underarter finns listade i Catalogue of Life.